# Anne Sinclair

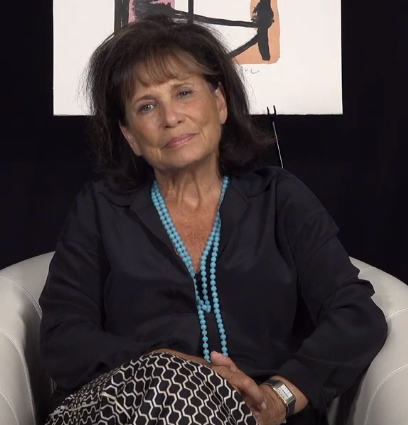
Anne Sinclair, 2020

Anne Sinclair (* 15. Juli 1948 in New York City, geborene Anne-Élise Schwartz) ist eine amerikanisch-französische Journalistin.

## Familie
Anne Sinclair ist eine Tochter von Joseph-Robert Schwartz (ab 1949 Sinclair), eines französischen Juden und Résistancekämpfers, Industriellen und Ritter der Ehrenlegion, und Micheline Nanette Rosenberg. Sie ist eine Enkelin von Paul Rosenberg, einem bedeutenden Galeristen und Kunsthändler in Paris und später in New York. Dessen Geschäft und die mehrere hundert Bilder umfassende Gemäldesammlung wurden von der Vichy-Regierung und den Deutschen bei den antisemitischen Maßnahmen während der deutschen Besatzung Frankreichs beschlagnahmt. Die Bilder wurden nach dem Krieg zu einem kleinen Teil restituiert. Anne Sinclair hat einen Teil der Gemäldesammlung im Wert von vielen Millionen Euro geerbt. Im Jahr 2007 verkaufte Christie’s aus ihrem Erbe das Bild L’Odalisque, harmonie bleue von Henri Matisse für $33,6 Millionen. Als Enkelin Rosenbergs wurde sie im März 2014 als eine der beiden rechtmäßigen Erbinnen benannt, denen aus der Sammlung Gurlitt das als Raubkunst identifizierte Bild Sitzende Frau von Matisse zurückgegeben werden sollte.
Sie ist geschieden vom Journalisten und Holocaustüberlebenden Ivan Levaï (* 1937), mit dem sie die zwei Söhne David und Élie hat. Am 24. November 1991 heiratete sie den Politiker Dominique Strauss-Kahn (* 1949). Um Strauss-Kahns Bewerbung bei der Kandidatenaufstellung zur französischen Präsidentschaftswahl 2012 zu unterstützen, begann sie 2011, eine Biografie ihres Großvaters zu schreiben, die während des Wahlkampfs herauskommen sollte; das Buch erschien, unter veränderten Umständen, 2012.
Strauss-Kahn hatte im Mai 2011 nach Vergewaltigungsvorwürfen seinen Chef-Posten beim IWF aufgeben müssen. Sinclair hielt zu ihm, hinterlegte eine hohe Kaution aus ihrem privaten Vermögen und besuchte ihn demonstrativ in der Untersuchungshaft. Im März 2013 erfolgte die Scheidung. Sinclair lebte seither mit dem Historiker Pierre Nora zusammen.
Sinclair ist Jüdin.

## Beruflicher Werdegang
Zunächst Lizentiatin des Rechts, erwarb sie 1972 am Institut d’études politiques de Paris das Diplom. Sie begann 1973 ihre Karriere als Journalistin beim Sender Europe 1.
Im Jahr 1983 wurde sie vom Sender TF1 für die Sendereihe Édition spéciale engagiert. Sinclair moderierte die in Frankreich äußerst populäre Sonntagabendsendung Sept sur Sept („7/7“) und wurde damit eine der bekanntesten Journalistinnen des Landes: Jeden Sonntag um 19 Uhr führte Sinclair ein einstündiges Interview mit einer führenden französischen oder internationalen Persönlichkeit. Sie interviewte die französischen Präsidenten François Mitterrand und Nicolas Sarkozy sowie den US-Präsidenten Bill Clinton, Michail Gorbatschow, Schimon Peres, Felipe González, die deutschen Bundeskanzler Helmut Kohl und Gerhard Schröder, König Hassan II. von Marokko, Hillary Clinton und Prinz Charles. Obwohl sie sich hauptsächlich auf Politik konzentrierte, umfassten ihre Interviews auch Prominente wie Madonna, Sharon Stone, Paul McCartney, Woody Allen, George Soros und Elie Wiesel. Sie führte ebenso Gespräche mit französischen Kulturschaffenden wie Johnny Hallyday, Alain Delon, Yves Montand, Simone Signoret und Bernard-Henri Lévy.
Sie gewann dreimal die Auszeichnung Sept d’Or, das französische Äquivalent des Emmy Awards. Nach der Privatisierung von TF1 wurde sie Vizedirektorin für Information, später Generaldirektorin des Unternehmens. Im Jahre 1997, nach der Ernennung ihres Ehemanns Dominique Strauss-Kahn zum Minister für Wirtschaft, Finanzen und Industrie, beschloss sie, keine politischen Sendungen mehr zu leiten, um den Anschein einer Interessenkollision zu vermeiden, und wurde Generaldirektorin der Internet-Tochter e-TF1, später Vizepräsidentin.
Sie verließ im Jahr 2001 die TF1-Gruppe nach Meinungsverschiedenheiten mit Patrick Le Lay, dem Generaldirektor des Senders. Sie kehrte zurück zur Gruppe Netgem, ging 2002 zu RTL und arbeitete mit dem Magazin Paris Match zusammen. Von 2003 bis 2007 leitete sie bei France Inter die Sendung „Libre Cours“, in der sich Studenten mit Personen treffen, die anspruchsvolle Berufe ausüben. Im Jahr 2008 arbeitete sie mit an der Sendung „Le Grand Journal“ bei Canal+ und berichtete – abwechselnd mit Laurence Haïm – aus den USA über die Präsidentenwahl (bei der Barack Obama gewann).
Ebenfalls 2008 startete sie ihren Internetblog Two or three things from America mit Kommentaren zu amerikanischen und internationalen politischen Themen. Dieser Blog wurde einer der anerkanntesten in Frankreich.
Im Januar 2012 übernahm sie die geschäftliche Leitung des Onlinemagazins der französischsprachigen Ausgabe der Huffington Post.
Sinclair ist Autorin mehrerer Bücher.

## Schriften
- Une année particulière (Ein ungewöhnliches Jahr), 1982
- Deux ou trois choses que je sais d’eux (Zwei oder drei Dinge, die ich von ihnen weiß), 1997
- Caméra subjective, 2002
- 21, rue La Boétie, Grasset & Fasquelle, Paris, 2012, ISBN 978-2-24673731-5; deutsche Übersetzung: Lieber Picasso, wo bleiben meine Harlekine. Mein Großvater, der Kunsthändler Paul Rosenberg, Kunstmann, München, 2013, ISBN 978-3-88897-820-3
- Chronique d'une France blessée : Juillet 2015 - janvier 2017, Grasset & Fasquelle, März 2017, ISBN 978-2246812234